# معركة البلاراثون
معركة البلاراثون المعروفة أيضًا باسم معركة جانزاك، كانت معركة وقعت في عام 591 بالقرب من مدينة جانزاك بين قوة بيزنطية - فارسية مشتركة ضد جيش فارسي بقيادة مغتصب العرش الساساني بهرام جوبين.

## خلفية الأحداث

خريطة للحدود الرومانية الفارسية تظهر مكاسب موريكيوس بعد أن أعاد الملك الساساني كسرى الثاني إلى العرش عام 591

قاد الجيش المشترك كل من جون ميستاكون ونارسيس (وهما قائدان بيزنطيان) من جهة والملك الفارسي كسرى الثاني من جهة أخرى. انتصرت القوة البيزنطية الفارسية وأطاحت بـ بهرام جوبين من السلطة ثم قامت بأعادة تنصيب كسرى الثاني ملكًا للإمبراطورية الساسانية. وفور عودته بسرعة على العرش الفارسي قام كسرى الثاني بالتنازل عن مدينتي دارا وميافارقين للبيزنطيين الذين ساعدوه على استعاده عرشه كما تم الإتفاق بينهما. بالإضافة إلى ذلك، وافق كسرى الثاني على تقسيم جديد للقوقاز سلم بموجبه الساسانيون العديد من المدن والمناطق إلى البيزنطيين بما في ذلك: تيغرنوكرت ، أرمافير (أرماويرا) ، ملاذكرد، دوغبايزيد ، فالارساكيرت ، باغاران ،آني ، فاغارشابات، يريفان ، قارص، زاريسات.
كما أصبحت معظم مملكة إيبيريا، بما في ذلك مدن أرداهان ولوري ودمانيسي ولومسيا ومتسخيتا وتونتيو تابعة للبيزنطيين. وأصبحت مدينة كوتايسي جزءا من لازيكا التي أصبحت بدورها أيضا تبعية بيزنطية. غيرت معركة البلاراثون مسار العلاقات الرومانية الفارسية بشكل كبير، حيث أصبحت الإمبراطورية البيزنطية هي المهيمنة وبلغت السيطرة البيزنطية على منطقة القوقاز ذروتها تاريخيًا.